# Screaming Fields of Sonic Love (video)
Screaming Fields of Sonic Love is een compilatie VHS-video van de band Sonic Youth, uitgegeven in 1995. De film bevat alle pre-Geffen videoclips.

## Videoclips
1. Inhuman
2. Death Valley '69
3. Shadow of a Doubt
4. Beauty Lies in the Eye
5. Addicted to Love
6. Macbeth
7. Teen Age Riot
8. Silver Rocket
9. Providence
10. Candle
11. Silver Rocket (live in Night Music)
12. I Wanna Be Your Dog (live in Night Music)
13. Schizophrenia (live in Londen)
14. I Wanna Be Your Dog (live in Londen met Iggy Pop)
15. Brother James